# Mörttjärnen (Norsjö socken, Västerbotten, 719545-169279)
Mörttjärnen är en sjö i Norsjö kommun i Västerbotten och ingår i Rickleåns huvudavrinningsområde. Sjön har en area på 0,0647 kvadratkilometer och ligger 274,9 meter över havet.

## Delavrinningsområde
Mörttjärnen ingår i det delavrinningsområde (719746-168880) som SMHI kallar för Utloppet av Nörd-Lidsträsket. Medelhöjden är 287 meter över havet och ytan är 37,51 kvadratkilometer. Räknas de 3 avrinningsområdena uppströms in blir den ackumulerade arean 152,98 kvadratkilometer. Avrinningsområdets utflöde Rickleån mynnar i havet. Avrinningsområdet består mestadels av skog (66 procent). Avrinningsområdet har 10,23 kvadratkilometer vattenytor vilket ger det en sjöprocent på 27,3 procent.